# Battaglia di Monte Pulito
La battaglia di Monte Pulito, talvolta chiamata anche battaglia di San Marino si riferisce a uno scontro tra le truppe tedesche e le forze del Regno Unito e di vari paesi dell'Impero britannico - furono coinvolti soprattutto i Gurkha della 4ª Divisione indiana e la 278ª Divisione di fanteria della Wehrmacht - avvenuto il 18 settembre 1944 sul Monte Pulito, tra Faetano e la Città di San Marino presso il Rio Cando nella valle del fiume Marano (Repubblica di San Marino).
Nella battaglia morì Sher Bahadur Thapa del 1º battaglione / 9º fucilieri Gurkha, poi insignito della Victoria Cross e tuttora sepolto nel cimitero di guerra di Rimini. Thapa difese infatti i suoi commilitoni costretti a ritirarsi perché avevano finito le munizioni; quando anche lui finì le munizioni salvò due compagni feriti prima di essere colpito a morte.

## Galleria d'immagini

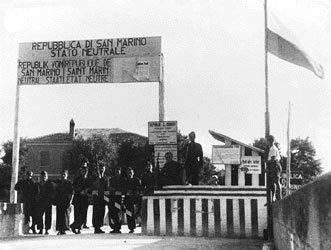
San Marino stato neutrale
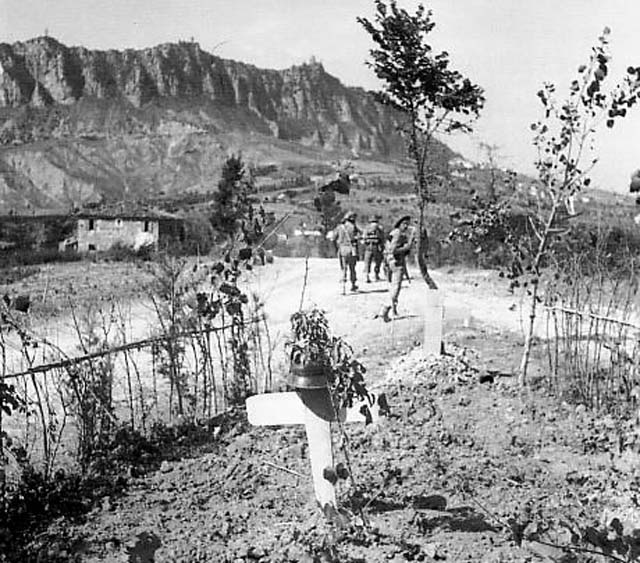
Paesaggio del fronte, sullo sfondo il Titano
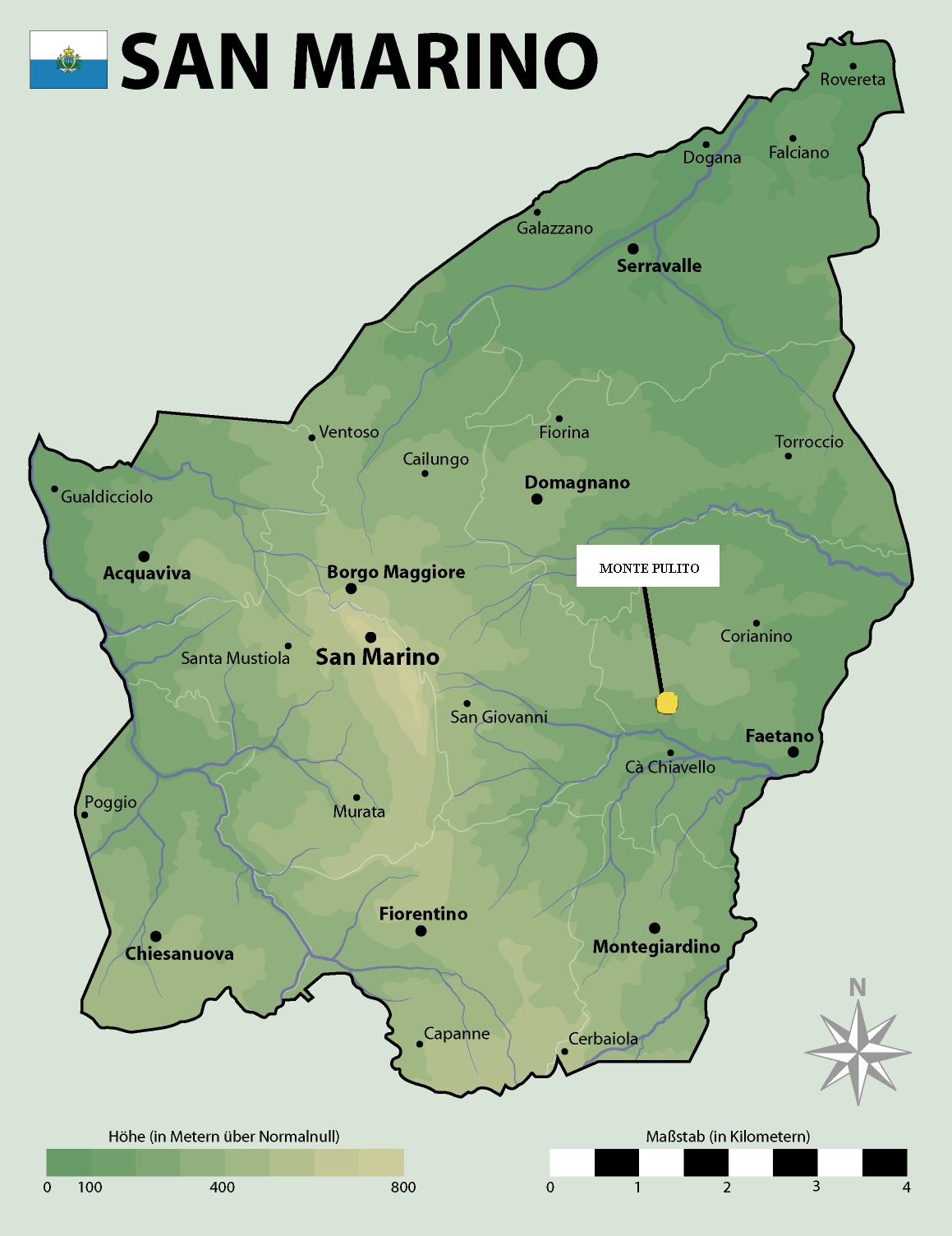
Localizzazione di Monte Pulito in una carta di San Marino